# Gradyn Bowd
Gradyn Bowd (Red Deer, Alberta; 27 de agosto de 1992) es un jugador profesional canadiense de rugby que se desempeña en la posición de apertura en Old Glory DC, equipo perteneciente a la liga Major League Rugby.

## Carrera
En 2022, Bowd se unió al equipo Old Glory DC, con el cual disputa su segunda temporada en la Major League Rugby. También fue parte de la Selección de rugby de Canadá.